# 陈广元
陈广元（1932年8月—2020年5月11日），经名希拉伦丁，男，回族，河北文安人，中华人民共和国伊斯兰教阿訇，第七、第八、第九届中国伊斯兰教协会会长。中国伊斯兰教经学院院长。

## 生平
陈广元生于河北省文安县。1944年，进入沈阳清真寺任海里凡（宗教学员）。1952年至1954年，进入北京市回民学院阿拉伯语专修班学习。1955年至1958年，在中国伊斯兰教经学院学习。1958年至1966年，先后在北京昌平县清真寺、牛街礼拜寺任阿訇。1966年起，在北京东四清真寺任阿訇。
2000年1月至2016年11月，任中国伊斯兰教协会会长。其间兼任中国伊斯兰教经学院院长，北京市伊斯兰教协会会长，北京伊斯兰教经学院院长，东四清真寺阿訇，中国宗教与和平委员会副主席、中国国际友好联络会顾问、北京市海外联谊会理事等职务。主持东四清真寺教务，曾发表多篇伊斯兰教方面的文章。
2008年，当选第十一届全国政协常务委员，代表宗教界，分入第五十一组。并担任民族和宗教委员会副主任。2013年3月，当选第十二届全国政协常务委员。
2020年5月11日15时在北京因病去世。

## 身后
2020年5月13日上午8时30分在中国伊斯兰教经学院举行殡礼。